# Supercopa Argentina 2023
La Supercopa Argentina 2023 (nota anche con il nome di Supercopa Argentina Betano 2023, per motivi di sponsorizzazione) è stata la 10ª edizione della Supercopa Argentina, trofeo organizzato dalla AFA. Si è tenuta in gara unica allo Stadio Mario Alberto Kempes di Córdoba il 13 marzo 2024. A sfidarsi sono state le compagini del River Plate, vincitore della Primera División 2023, e dell'Estudiantes di La Plata, vincitore della Copa Argentina 2023.
La sfida ha visto la vittoria del River Plate per 2-1.

## Tabellino
| Arbitro: | Yael Falcón Pérez |

| |              | |
| Z. Romero 80’ (aut.) Aliendro 90+2’                                                                                               | Marcatori    | 3’ Correa |
| · Armani · Boselli · 45’ 40’ Pirez · Díaz · 75’ Casco · 66’ I. Fernández · 66’ Kranevitter · Solari · Barco · 87’ Colidio · Borja | Formazioni   | · Mansilla · Mancuso 78’ · F. Fernández · Romero · Meza · Sosa 17’ 65’ · Ascacíbar · Pérez 78’ · Altamirano 39’ 55’ · Cetré · Correa 65’ |
| · 45’ Simón · 66’ Echeverri · 66’ 87’ Villagra · 75’ E. Díaz · 87’ 90+2’ Aliendro                                                 | Sostituzioni | · Zuqui 55’ 87’ · Palacios 65’ · Carrillo 65’ · Kociubinski 78’ · Flores 78’                                                             |
| Martín Demichelis | Allenatori   | Eduardo Domínguez |